# Most festival
El Most Festival és el festival internacional del cinema del vi, organitat per Vinseum de la mà de Cineclub Vilafranca fins al 2019 a la comarca de l'Alt Penedès, on la primera edició es va celebrar l'any 2011, i a partir de 2016, es va estendre al Priorat. Aquest gran esdeveniment cultural s'encarrega de donar visibilitat a projeccions no estrenades comercialment (tant curtmetratges com llargmetratges) que guarden una estreta relació amb el món del vi, donant a conèixer mitjançant el sector audiovisual les diferents cultures i arts de la tradició vitivinícola. Es tracta doncs d'un festival pioner amb el seu àmbit, que compta cada any amb pel·lícules no només dins de l'àmbit del cinema català i espanyol, sinó que també a escala internacional, provinents de països com ara Xile, Sud-àfrica, Estats Units o Itàlia, entre d'altres. Totes les pel·lícules són projectades en versió original subtitulada. El festival s'innaugura cada any el segon dijous de novembre a Vilafranca del Penedès. Als seus inicis, el festival compta amb una durada de 4 dies en total, però degut a l'increment de visitants dels anys anteriors, el 2014 es van ampliar les dates de fins a 10 dies. En l'edició de 2019, el certàmen va batre el rècord de públic amb un total de més 5.300 assistents. L'edició de 2020 no es va celebrar a conseqüència de la pandèmia de la COVID-19.
De l'organització d'aquest festival de cinema se n'encarrega l'equip del Museu de les Cultures del Vi de Catalunya juntament amb el Cineclub Vilafranca, tot i que aquest últim se'n va desvincular en l'edició de 2020. A més a més, compta amb la col·laboració i el finançament d'entitats públiques com ara l'Ajuntament de Vilafranca del Penedès, la Diputació de Barcelona o el Departament d'agricultura ramaderia pesca i alimentació de la Generalitat de Catalunya  juntament amb companyies i empreses privades sòcies del festival (de les quals en destaquen els cellers), que, de la mateixa manera, ajuden a que el Most pugui ser possible. També cal destacar que cada any el Most Festival compta amb l'ajuda d'una vintena de voluntaris que hi col·laboren de forma totalment desinteressada.
El certamen s'organitza en tres seccions diferents: la secció Collita, en què es premien les pel·lícules directament relacionades amb el vi i el cava, la secció Brot, dedicada únicament als curtmetratges, i finalment la secció Gran Reserva. Aquesta última és l'única en què els metratges no van a concurs; es basa en la preestrena de 3 pel·lícules amb projecció a escala nacional o internacional. El Most Festival fa entrega d'un total d'11 premis: 8 de la secció collita (Gran premi del Jurat, Vi català (a partir de 2016), Millor Ficció, Millor Documental, premi Arrels, Millor Projecció Internacional, Millor Treball Promocional i Premi Sostenibilitat) i 3 de Brot (Premi del Jurat, Premi del Públic i Premi del Jurat Jove). Finalment, també es fa entrega del premi honorífic, que s'atorga tant a professionals de la cinematografia catalana com a professionals del món del vi en reconeixement de la seva trajectòria professional.